# X射线

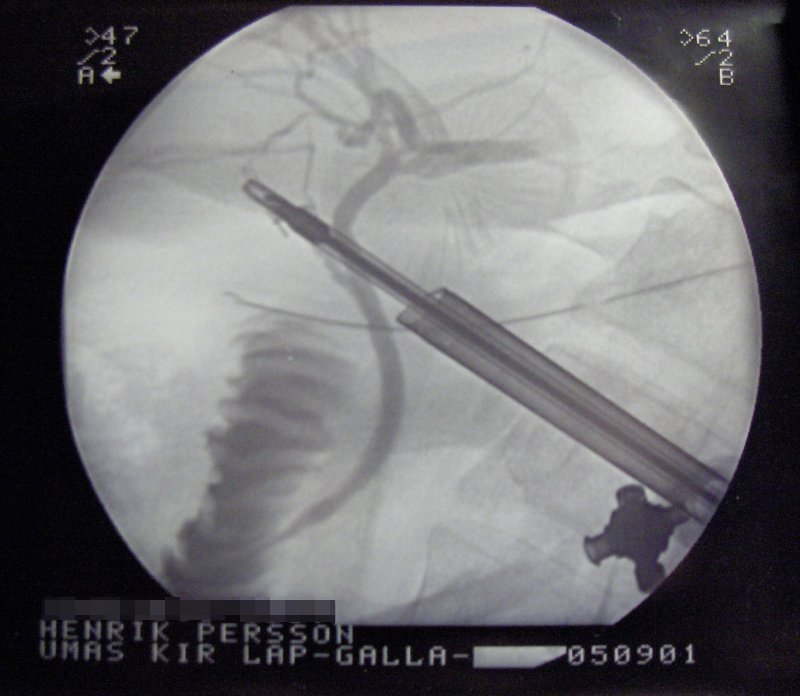
執行腹腔鏡膽囊切除術時的X射線影像

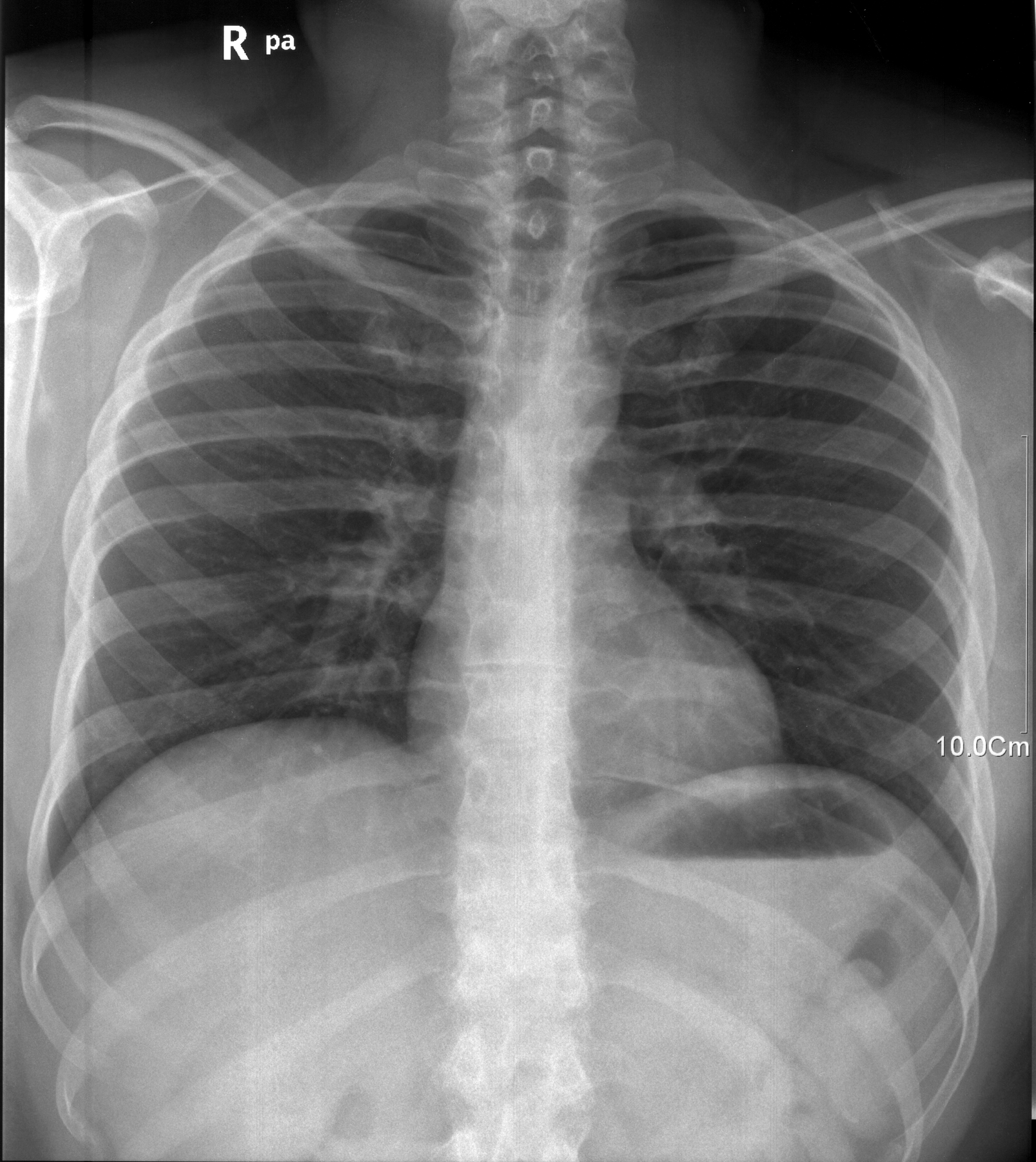
人体肺部的X射线影像

X射線（英語：X-ray），又称X光、愛克斯射線、愛克斯光，也稱作倫琴射線或倫琴光（Röntgen radiation），清朝時曾稱照骨術，是一种波长范围在0.01纳米到10纳米之间，对应频率范围3×1016 Hz至3×1019 Hz、能量范围100 eV至100 keV的电磁辐射形式。X射线最初用于医学成像诊断和X射线晶体学。X射线也是游離輻射等这一类对人体有危害的射线。
X射線波長範圍在較短處與伽馬射線較長處重疊。

## 历史
早期X射線重要的研究者有伊万·普柳伊教授、威廉·克鲁克斯爵士、约翰·威廉·希托夫、欧根·戈尔德斯坦、海因里希·赫兹、菲利普·莱纳德、亥姆霍兹、尼古拉·特斯拉、爱迪生、查爾斯·巴克拉、馬克思·馮·勞厄、瑪麗·居禮、皮耶·居禮和威廉·伦琴。

一台简单水冷X射线管的示意图

1869年物理学家约翰·威廉·希托夫观察到真空管中的阴极发出的射线。当这些射线遇到玻璃管壁会产生荧光。1876年这种射线被欧根·戈尔德斯坦命名为「阴极射线」。随后，英国物理学家克鲁克斯研究稀有气体裡的能量释放，并且制造了克鲁克斯管。这是一种玻璃真空管，内有可以产生高电压的电极。他还发现，当将未曝光的相片底片靠近这种管时，一些部分被感光了，但是他没有继续研究这一现象。1887年4月，尼古拉·特斯拉开始使用自己设计的高电压真空管与克鲁克斯管研究X射線。他发明了单电极X射線管，在其中电子穿过物质，发生了现在叫做轫致辐射的效应，生成高能X射線。1892年特斯拉完成了这些实验，但是他并没有使用X射線这个名字，而只是笼统地称为放射能。他继续进行实验，并提醒科学界注意阴极射线对生物体的危害性，但他没有公开自己的实验成果。1892年赫兹进行实验，提出阴极射线可以穿透非常薄的金属箔。赫兹的学生倫納德进一步研究这一效应，对很多金属进行了实验。亥姆霍兹则对光的电磁本性进行了数学推导。

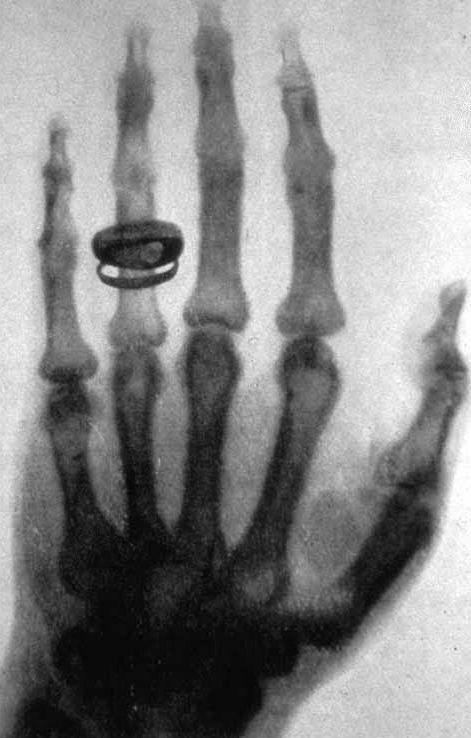
伦琴拍摄的一張X射线照片，阿爾伯特·馮·科立克的左手

1895年11月8日德国科学家伦琴开始进行阴极射线的研究。1895年12月28日他完成了初步的实验报告“一种新的射线”。他把这项成果发布在維爾茨堡的Physical-Medical Society杂志上。为了表明这是一种新的射线，伦琴采用表示未知数的X来命名。很多科学家主张命名为伦琴射线，伦琴自己坚决反对，但是这一名称直至今日仍然被广泛使用，尤其在德语国家。1901年伦琴获得第一屆诺贝尔物理学奖。
1895年爱迪生研究了材料在X射線照射下发出荧光的能力，发现钨酸钙最为明显。1896年3月爱迪生发明了荧光观察管，后来被用于医用X射線的检验。然而1903年爱迪生终止了自己对X射線的研究，因为他公司的一名玻璃工人喜欢将X射線管放在手上检验，最後得了癌症，尽管进行了截肢手术仍然没能挽回生命。巴克拉发现X射线能够被气体散射，并且每一种元素有其特征X谱线。他因此获得了1917年诺贝尔物理学奖。
在20世纪80年代，X射线激光器被设置为罗纳德·里根总统的战略主动防御计划的一部分。然而对该装置（一种类似激光炮，或者死亡射线的装置，由热核反应提供能量）最初的、同时也是仅有的试验并没有给出结论性的结果。同时，由于政治和技术的原因，整体的计划（包括X射线激光器）被搁置了（然而该计划后来又被重新启动——使用了不同的技术，并作为布什总统国家导弹防御计划的一部分）。
在20世纪90年代，哈佛大学建立了钱德拉X射线天文台，用来观测宇宙中强烈的天文现象中产生的X射線。与从可见光观测到的相对稳定的宇宙不同，从X射线观测到的宇宙是不稳定的。它向人们展示了恒星如何被黑洞绞碎，星系间的碰撞，超新星和中子星。

## 产生

### 硬X射线、软X射线、伽马射线
波长短于0.2-0.1nm的叫做硬X射线，波长略大者被称作软X射线。硬X射线与伽马射线中波长較长的部分有重叠范围，二者的区别在于辐射源，而不是波长：X射线光子产生于高能电子加速，伽马射线则来源于原子核衰变。

### 产生X射线的方法
产生X射线的最簡單方法是用加速后的電子撞击金属靶。撞击过程中，电子突然减速，其损失的动能会以光子形式放出，形成X射線光谱的连续部分，稱之為制動輻射。通过加大加速电压，电子携带的能量增大，则有可能将金属原子的内层电子撞出。于是内层形成空穴，外层电子跃迁回内层填补空穴，同时放出波长在0.1纳米左右的光子。由于外层电子跃迁放出的能量是量子化的，所以放出的光子的波长也集中在某些部分，形成了X射線谱中的特征线，此稱為特性輻射。
此外，高強度的X射線亦可由同步加速器或自由電子雷射產生。同步輻射光源，具有高強度、連續波長、光束準直、極小的光束截面積並具有時間脈波性與偏振性，因而成為科學研究最佳之X射線光源。

## 探测器
X射线的探测可基于多种方法。最普通的一种方法叫做照相底板法，这种方法在医院里经常使用。將一片照相底片放置於人體後方，X射線穿過人體內軟組織（皮膚及器官）後會照射到底片，令這些部位於底片經顯影後保留黑色；X射線無法穿過人體內的硬組織，如骨或其他被注射含鋇或碘的物質，底片於顯影後會顯示成白色。光激影像板（image plate）因容易數位化，在少部分醫院已取代傳統底片。另一方法是利用X射線照射在特定材質上以產生螢光，例如碘化鈉（NaI）。科學研究上，除了使用X射線CCD，也利用X射線游離氣體的特性，使用氣體游離腔做為X射線強度之偵測。這些方法只能顯示出X射線的光子密度，但無法顯示出X射線的光子能量。X射線光子的能量通常以晶體使X射線繞射再依布拉格定律计算出。

## 衍射
在晶体学研究上，劳厄发现了X射线通过晶体之后产生的衍射现象，即X射線衍射。布拉格则使用布拉格定律对衍射关系进行了定量的描述。

## 医学用途

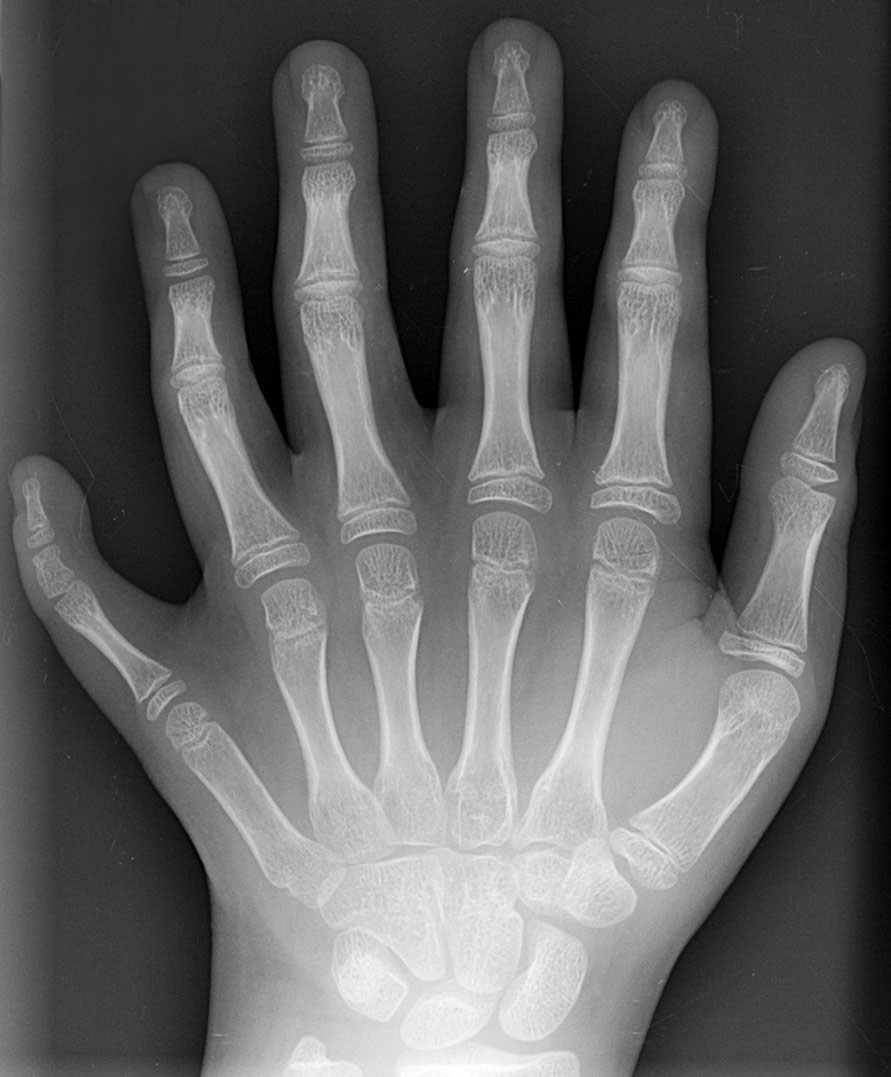
X射線影像下的六指手掌

伦琴发现X射线后仅仅几个月时间内，它就被应用于医学影像。1896年2月，苏格兰医生约翰·麦金泰尔在格拉斯哥皇家医院设立了世界上第一个放射科。
放射医学是医学的一个专门领域，它使用放射线照相术和其他技术产生诊断图像。的确，这可能是X射线技术应用最广泛的地方。X射线的用途主要是探测骨骼的病变，但对于探测软组织的病变也相当有用。常见的例子有胸腔X射线，用来诊断肺部疾病，如肺炎、肺癌或肺气肿；而腹腔X射线则用来检测肠道梗塞，自由气体（free air，由于內臟穿孔）及自由液体（free fluid）。某些情況下，使用X射线诊断还存在争议，例如结石（对X射线几乎没有阻挡效应）或肾结石（一般可见，但并不总是可见）。
借助计算机，人们可以把不同角度的X射线影像合成成三维图像，在医学上常用的电脑断层扫描（CT扫描）就是基于这一原理。
X射线穿透能力与其频率有关，利用其容易被高原子序数材料吸收的特点，防护上一般可用2-3mm左右的铅板加以屏蔽。
美國艾伯特.C.蓋瑟曾利用X射線製造出美容除毛機並建立崔可公司，但因為輻射使他罹患癌症，最後為避免癌症擴散，他切除了右手，而X射線的美容除毛機也導致數百萬名婦女出現皱纹、色斑、感染、溃疡，甚至皮肤癌等症狀。

## 外部連結
- Historical X-ray tubes  （页面存档备份，存于）
- Example Radiograph: Fractured Humerus （页面存档备份，存于）